# New York Open
El Torneig de Nova York, oficialment conegut com a New York Open, és un torneig de tennis professional que es disputa anualment sobre pista dura al Nassau Veterans Memorial Coliseum de Uniondale, Nova York, Estats Units. Va néixer del trasllat del torneig de Memphis l'any 2018.

## Palmarès

### Individual masculí
| Any  | Campió         | Finalista      | Resultat            |
| ---- | -------------- | -------------- | ------------------- |
| 2020 | Kyle Edmund    | Andreas Seppi  | 7−5, 6−1            |
| 2019 | Reilly Opelka  | Brayden Schnur | 6−1, 6−7(7), 7−6(7) |
| 2018 | Kevin Anderson | Sam Querrey    | 4−6, 6−3, 7−6(1)    |

### Dobles masculins
| Any  | Campions                            | Finalistes                             | Resultat         |
| ---- | ----------------------------------- | -------------------------------------- | ---------------- |
| 2020 | Dominic Inglot Aisam-ul-Haq Qureshi | Steve Johnson Reilly Opelka            | 7−6(5), 7−6(6)   |
| 2019 | Kevin Krawietz Andreas Mies         | Santiago González Aisam-ul-Haq Qureshi | 6−4, 7−5         |
| 2018 | Max Mirnyi Philipp Oswald           | Wesley Koolhof Artem Sitak             | 6−4, 4−6, [10−6] |